# フェルディナント・アルビン・パックス
フェルディナント・アルビン・パックス（Ferdinand Albin Pax、1858年7月26日 - 1942年3月1日）はドイツの植物学者である。

## 生涯
現在のチェコのドヴール・クラーロヴェー・ナト・ラベム（Dvůr Králové nad Labem、ドイツ語表記:Königinhof an der Elbe）で生まれた。ブレスラウ大学でハインリヒ・ゲッパート（Heinrich Göppert）に学んだ。1883年にキール大学でアドルフ・エングラーの助手を務め同じ年にブレスラウ大学に移り、1889年からベルリン植物園の学芸員を務めた後、1893年からブレスラウ大学の植物学教授になり、ヴロツワフ植物園の園長となった。エングラーとプラントル（Karl Anton Eugen Prantl）が編纂した植物分類学の重要な書籍"Die natürlichen Pflanzenfamilien"の1版と2版の執筆に参加した。
マメモドキ科（Connaraceae）のPaxia Gilgに献名されている。
息子のフェルディナント・アルベルト・パックス（Ferdinand Albert Pax:1885–1964）は動物学者である。

## 著書 (一部)
- Monographische Übersicht über die Arten der Gattung Primula, 1888
- Allgemeine Morphologie der Pflanzen mit besonderer Berücksichtigung der Blüthenmorphologie, 1890
- Grundzüge der Pflanzenverbreitung in den Karpathen I. Band, 1898
- Grundzüge der Pflanzenverbreitung in den Karpathen II. Band, 1908
- Schlesiens Pflanzenwelt, 1915
- Pflanzengeographie Rumäniens, 1919